# Балаклавське рудоуправління
Балаклавське рудоуправління — підприємство з видобутку і переробці флюсових вапняків на базі Балаклавського родовищ Криму, неподалік від Балаклави.

## Історія
Промислова розробка почата в 1933 р. Керченським металургійним заводом.

## Характеристика
Родовище розташоване в південно-західній частині Кримських гір, складене карбонатними відкладами верхньоюрської доби потужністю до 1200 м. Площа родовища розбита тектонічними порушеннями (скиди, скидозсуви) на окремі блоки, в межах яких розвідано п'ять ділянок. Загальні запаси вапняку близько 650 млн т (кондиційні вапняки — 85,1 %, в тому числі флюсові — 68,1 %).

## Технологія розробки
Включає кар'єри, збагачувальні фабрики, ремонтно-механічні цехи та ін.
Працюють 2 кар'єри (2000): Псілерахський та Західно-Кадиківський, які мають виробничі потужності відповідно 4,5 та 2,6 млн т/рік. Відбійка породи–свердловинними зарядами, виїмка — екскаваторами, транспортування — автосамоскидами. Доставка вапняку до Балаклавської збагачувальної фабрики здійснюється конвеєрною лінією (довж. 1100м). Збагачення вапняків — в багатосекційних промивних машинах. Балаклавське рудоуправління виробляє флюсовий вапняк і щебінь для будівельних робіт.